# Eleccions generals andorranes de 1977
Les eleccions andorranes de 1977 es van celebrar el 14 de desembre de 1977 per renovar la meitat del Consell General i la meitat dels Consells de Comú de les 6 parròquies d'Andorra.
També foren les darreres eleccions abans de la creació de la parròquia d'Escaldes-Engordany. Fins a aquestes eleccions, Les Escaldes formava un quart (barri o districte) d'Andorra la Vella.

## Sistema electoral
Tenien dret a vot les persones amb més de 21 anys que disposessin de nacionalitat andorrana, així com els homes que estiguessin casats amb una dona andorrana i tinguessin com a mínim un fill major d'edat. Per poder ser conseller calia tenir més de 25 anys i per ser sínidic o subsíndic, 30.
La legislació andorrana no va legalitzar els partits polítics fins a l'aprovació de la Constitució l'any 1993, així que tots els candidats eren independents de manera oficial. Tot i això estaven permeses les agrupacions polítiques.
A les eleccions al Consell General es renovaven la meitat dels escons (12 de 24). Cada parròquia formava una circumscripció i escollia 2 consellers, tret de la parròquia d'Andorra la Vella, on el quart d'Andorra i el quart de les Escaldes formaven circumscripcions separades, escollint un conseller cadascun. A les eleccions comunals es renovaven la meitat de càrrecs de consellers de cada parròquia, que eren escollits per a un període de 4 anys. El nombre de consellers de cada comú era variable. A Andorra la Vella el quart de Les Escaldes i el quart d'Andorra la Vella escollien els consellers de comú en circumscripcions diferents. També s'escollien els Comissionats del Poble, és a dir, els encarregats de fiscalitzar l'activitat econòmica de cada comú.
En totes dues eleccions s'utilitzava un sistema majoritari plurinominal amb segona volta, on cada votant podia votar a tants candidats com candidats s'haguessin d'escollir. Els candidats s'agrupaven en candidatures. Estava permès que un candidat formés part de més d'una candidatura al mateix temps. En algunes parròquies era permès repartir el vot, votant a candidats de llistes diferents. En d'altres, era requisit votar a candidats de tots els quarts de la parròquia per poder considerar el vot com a vàlid. Els vots nuls i blancs no eren considerats com a vàlids. Per poder ser escollit, calia haver rebut més de la meitat dels vots vàlids. En cas que després de l'elecció quedessin escons vacants, es realitzava una segona volta al cap d'una setmana. Si un cop realitzada la segona volta encara quedessin escons vacants, es procediria a una tercera volta al cap d'una setmana. En cas que en una tercera volta tampoc s'haguessin atribuït tots els escons, l'article 38 del reglament electoral estipulava que l'elecció es resoldria per sorteig amb paperetes entre els candidats de la tercera volta.
En cas que no es presentés cap candidatura, l'article 27 del reglament electoral de 1971 recollia que el mateix dia de l'elecció el consell de comú de la parròquia corresponent seria l'encarregat d'escollir els candidats.
Els consellers elegits van jurar el càrrec el dia 28 de desembre per poder prendre possessió del seu càrrec el dia 1 de gener de l'any següent, per a un període de 4 anys.
Els cònsols majors i menors de cada parròquia eren elegits pels consells de comú per a un període de 2 anys. El síndic general i el subsíndic eren escollits pel Consell General per a un període de 3 anys.

## Resultats

### Eleccions al Consell General
La participació en les eleccions va ser del 80,3%. No va ser necessària una segona volta perquè els candidats més votats de totes les parròquies van aconseguir un quòrum suficient.

#### Total nacional
| Partit                    | Vots  | %    | Escons |
| ------------------------- | ----- | ---- | ------ |
| Independents              |       | 100  | 12     |
| Vots nuls                 |       | –    | –      |
| Total                     | 2.580 | 100  | 12     |
| Cens/participació         | 3.211 | 80,3 | –      |
| Font: La Vanguardia, Avui |       |      |        |

#### Resultat per parròquia
| Parròquia                 | Quart               | Llista | Llista                           | Electe |
| ------------------------- | ------------------- | ------ | -------------------------------- | ------ |
| Canillo                   | Canillo             | A      | Jordi Font Josep Farré           |        |
| Canillo                   | Canillo             | B      | Albert Torres Bonaventura Bonell | 1      |
| Encamp                    | Encamp              | A      | Pere Torres Enric Torres         |        |
| Encamp                    | Encamp              | B      | Serafí Reig Gil Torres           | 1      |
| Encamp                    | Encamp              | C      | Enric París Antoni Arias         |        |
| Ordino                    | Ordino              | A      | Joaquim de Riba Isidre Baró      |        |
| Ordino                    | Ordino              | B      | Guillem Benazet Simó Duró        | 1      |
| Ordino                    | Ordino              | C      | Josep Riba Isidre Baró           |        |
| La Massana                | La Massana          | A      | Guillem Areny Bonaventura Mora   | 1      |
| La Massana                | La Massana          | B      | Bonaventura Mora Càndid Naudi    |        |
| Andorra la Vella          | Andorra la Vella    | A      | Albert Font                      |        |
| Andorra la Vella          | Andorra la Vella    | B      | Amadeu Rossell                   | 1      |
| Andorra la Vella          | Les Escaldes        | A      | Josep Serra                      |        |
| Andorra la Vella          | Les Escaldes        | B      | Miquel Vidal                     | 1      |
| Sant Julià de Lòria       | Sant Julià de Lòria | A      | Francesc Roca Ricard Tor         |        |
| Sant Julià de Lòria       | Sant Julià de Lòria | B      | Josep Miño Miquel Vila           | 1      |
| Font: La Vanguardia, Avui |                     |        |                                  |        |